# 중국인의 나머지 정리

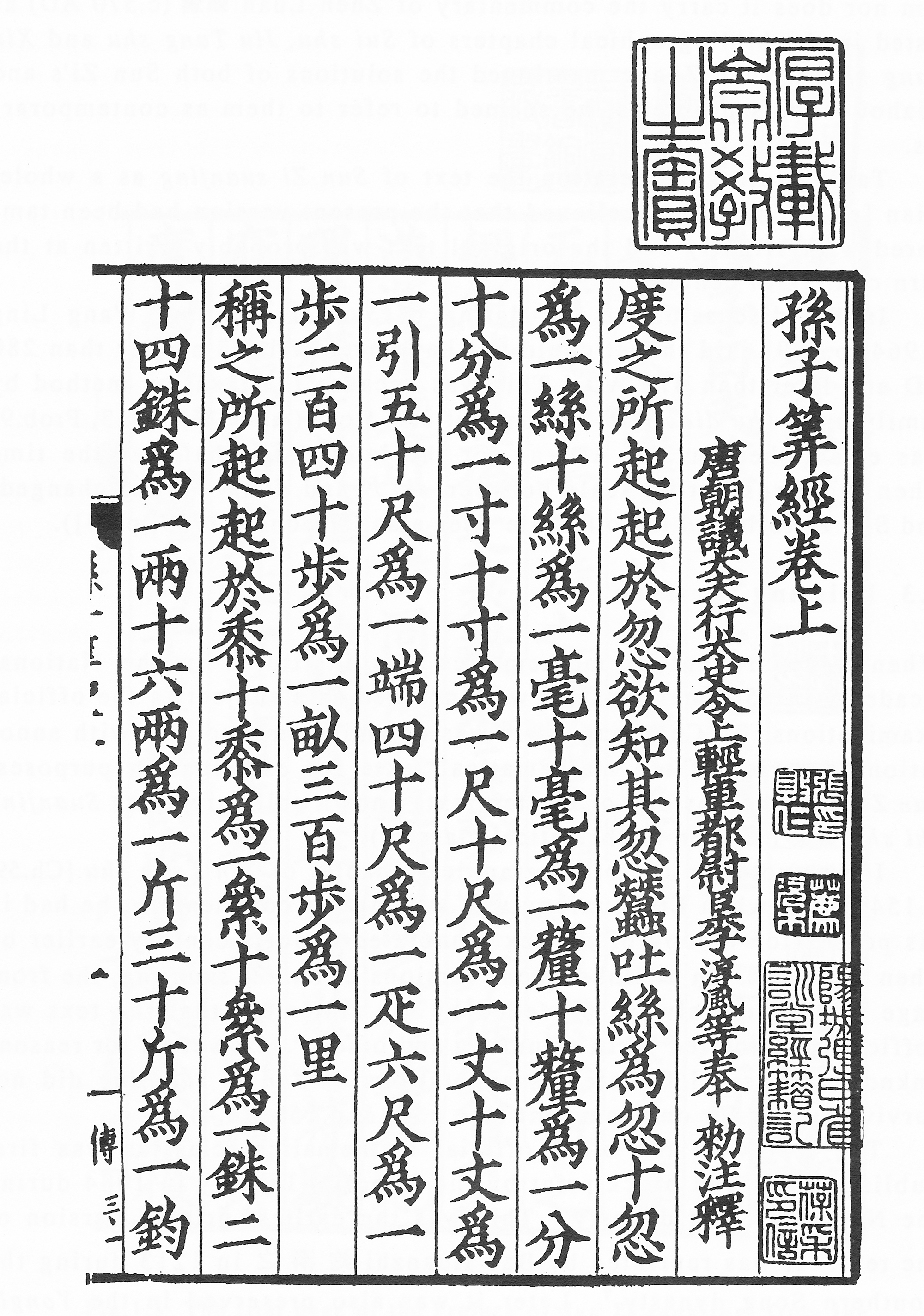
청나라 때 출판된 《손자산경》 사본. 중국인의 나머지 정리는 《손자산경》에서 최초로 언급되었다.

수론과 환론에서 중국인의 나머지 정리(中國人-定理, 영어: Chinese remainder theorem)는 서로소 아이디얼들에 대한 몫환들의 곱에 대한 정리이다. 즉, 수론적 용어로 쓰면, 어떤 서로소 자연수들에 대한 연립 합동식의 해의 유일한 존재에 대한 정리이다.

## 정의

### 일반적 가환환에 대한 경우
어떤 환 {\displaystyle R} 속의 두 아이디얼 {\displaystyle {\mathfrak {a}},{\mathfrak {b}}\subset R}가 {\displaystyle {\mathfrak {a}}+{\mathfrak {b}}=R}를 만족시키면, 이 두 아이디얼을 서로소(영어: coprime)라고 한다.
{\displaystyle R}가 (곱셈 단위원을 갖는) 가환환이라고 하고, {\displaystyle {\mathfrak {n}}_{1},\dots ,{\mathfrak {n}}_{k}\subset R}가 서로소 아이디얼들이라고 하자. 또한, 이 아이디얼들의 곱을
{\displaystyle {\mathfrak {n}}=\prod _{i=1}^{k}{\mathfrak {n}}_{i}}
라고 놓자. 그렇다면 다음이 성립한다.
{\displaystyle {\mathfrak {n}}=\bigcap _{i=1}^{k}{\mathfrak {n}}_{i}}
{\displaystyle R/{\mathfrak {n}}\cong \prod _{i=1}^{k}R/{\mathfrak {n}}_{i}}
여기서, 환 동형사상은 구체적으로 다음과 같다.
{\displaystyle r+{\mathfrak {n}}\mapsto (r+{\mathfrak {n}}_{1},\dots ,r+{\mathfrak {n}}_{k})}

### 정수환에 대한 경우
일반적 가환환에 대한 중국인의 나머지 정리를 정수의 환 {\displaystyle \mathbb {Z} }에 대하여 적용하여, 정수론적인 용어로 쓰면 다음과 같다. 이 경우, 아이디얼은 자연수(음이 아닌 정수)로, 서로소 아이디얼은 서로소 자연수로 번역할 수 있다.
서로소인 음이 아닌 정수 {\displaystyle n_{1},n_{2},\cdots ,n_{k}}가 주어졌다고 하고,
{\displaystyle n=\prod _{i=1}^{k}n_{i}}
로 놓자. 그렇다면, 임의의 합동류들의 {\displaystyle k}-튜플
{\displaystyle (a_{1},a_{2},\dots ,a_{k})\in \prod _{i=1}^{k}\mathbb {Z} /n_{i}}
가 주어졌을 때, 다음과 같은 연립 합동 방정식의 해 {\displaystyle a\in \mathbb {Z} /n}이 항상 유일하게 존재한다.
{\displaystyle a\equiv a_{i}{\pmod {n_{i}}}\quad \forall i=1,\dots ,k}
이에 따라서, 다음과 같은 환 동형사상이 존재한다.
{\displaystyle \mathbb {Z} /n\cong \prod _{i=1}^{k}\mathbb {Z} /n_{i}}

## 증명
여기서는 환이 정수환 {\displaystyle \mathbb {Z} }인 경우만 증명한다. 각 {\displaystyle n_{i}}에 대해, {\displaystyle n/n_{i}}와 {\displaystyle n_{i}}는 서로소이기 때문에, {\displaystyle r_{i}n_{i}+s_{i}(n/n_{i})=1}인 정수 {\displaystyle r_{i},s_{i}}가 존재한다. 여기에서 {\displaystyle e_{i}=s_{i}(n/n_{i})}라고 놓으면,
{\displaystyle e_{i}\equiv 1{\pmod {n_{i}}}}
{\displaystyle e_{i}\equiv 0{\pmod {n_{j}}}\qquad (i\neq j)}
가 성립한다.
여기에서 {\displaystyle a=\sum _{i}a_{i}e_{i}}로 놓으면, 임의의 {\displaystyle i}에 대해 {\displaystyle a\equiv a_{i}{\pmod {n_{i}}}}가 성립한다. 즉, {\displaystyle a}가 바로 구하는 해 중의 하나이다.
이제 {\displaystyle \mathbb {Z} /n} 속에서의 유일성을 증명하기 위해, 두 해 {\displaystyle x,y}가 존재한다고 가정하자. 그러면 {\displaystyle x\equiv a_{i},y\equiv a_{i}{\pmod {n_{i}}}}이므로 {\displaystyle x-y}는 모든 {\displaystyle n_{i}}의 배수이고, 따라서 {\displaystyle x-y}는 {\displaystyle n_{1}n_{2}\cdots n_{k}=n}의 배수이다. 즉, {\displaystyle x\equiv y{\pmod {n}}}이므로, {\displaystyle \mathbb {Z} /n} 속에서는 항상 유일한 해가 존재한다.

## 역사

《손자산경》 하권(下卷) 문제 26번의 해

이 정리는 원래 5세기 남북조 시대의 중국 수학서 《손자산경》(孫子算經)에 최초로 등장하였다. 《손자산경》 하권(下卷) 문제 26번은 다음과 같다.
| “ | 개수를 알지 못하는 것들이 있다. 셋씩 센다면 두 개가 남고, 다섯씩 센다면 세 개가 남고, 일곱씩 센다면 두 개가 남는다. 질문: 총 몇 개인가? 정답: 23개. 풀이: 셋씩 세어 두 개가 남으면, 140을 적는다. 다섯씩 세어 세 개가 남으면 63을 적는다. 일곱씩 세어 두 개가 남으면 30을 적는다. 이들을 더해 233이 되고, 210을 빼면 정답을 얻는다. 마찬가지로, 셋씩 세어 한 개가 남으면 70을 적는다. 다섯씩 세어 한 개가 남으면 21을 적는다. 일곱씩 세어 한 개가 남으면 15를 적는다. 합이 106보다 더 크므로, 105를 빼면 정답을 얻는다. 今有物，不知其數。三三數之，賸二；五五數之，賸三；七七數之，賸二。問：物幾何？ 答曰：二十三。 術曰：三三數之，賸二，置一百四十；五五數之，賸三，置六十三；七七數之，賸二 ，置三十。并之，得二百三十三，以二百一十減之，即得。凡三三數之，賸一，則置七十；五五數之，賸一，則置二十一；七七數之，賸一，則置十五。一百六以上，以一百五減之，即得。 | ” |
|   | — 《孫子算經》 하권(下卷) 문제 26번 |   |

즉, 이는 다음과 같은 연립 합동 방정식에 관한 문제이다.
{\displaystyle x\equiv 2{\pmod {3}}\equiv 3{\pmod {5}}\equiv 2{\pmod {7}}}
이 경우, 풀이에 따라
{\displaystyle x\equiv 23{\pmod {3\cdot 5\cdot 7=105}}}
이다. 풀이에서 사용된 수는
{\displaystyle 140\equiv 2{\pmod {3}}\equiv 0{\pmod {5}}\equiv 0{\pmod {7}}}
{\displaystyle 63\equiv 0{\pmod {3}}\equiv 3{\pmod {5}}\equiv 0{\pmod {7}}}
{\displaystyle 30\equiv 0{\pmod {3}}\equiv 0{\pmod {5}}\equiv 2{\pmod {7}}}
이므로, 각 합동식에서 나머지를 하나하나씩 맞추어 가는 알고리즘이다.
이후 이러한 연립 합동 방정식의 문제의 해법은 1247년 남송의 수학자 진구소(秦九韶)가 저술한 《수서구장》(數書九章)에서 더 일반화되었다.

## 참고 문헌
- Shen Kangsheng (1988). “Historical development of the Chinese remainder theorem”. 《Archive for History of Exact Sciences》 (영어) 38 (4): 285–305. doi:10.1007/BF00357063. ISSN 0003-9519. JSTOR 41133837.
- Law Hong Ing (2003년 6월). “The history of the Chinese remainder theorem” (PDF). 《Mathematical Medley》 (영어) (Singapore Mathematical Society) 30 (1): 54–62. 2016년 5월 9일에 원본 문서 (PDF)에서 보존된 문서. 2014년 8월 12일에 확인함.

## 같이 보기
- 일본인의 정리
- 소인수 알고리즘